# Szamos Marcipán Múzeum
Szamos Marcipán Múzeum är ett privat marsipanmuseum i Szentendre i Ungern. Museet grundades  på 2003 på basis av konditorerna Mátyás Szamos och Károly Szabós marsipankonst. Det ligger i anslutning till konfektyrbutiken Szamos.
I museet visas verk skulpterade i marsipan, som en miniatyr av Ungerns parlamentsbyggnad i Budapest och sago- och populärkulturfigurer och historiska personer i Ungern. Dessutom presenteras maskiner och anordningar för tillverkning av marsipan.

## Bildgalleri

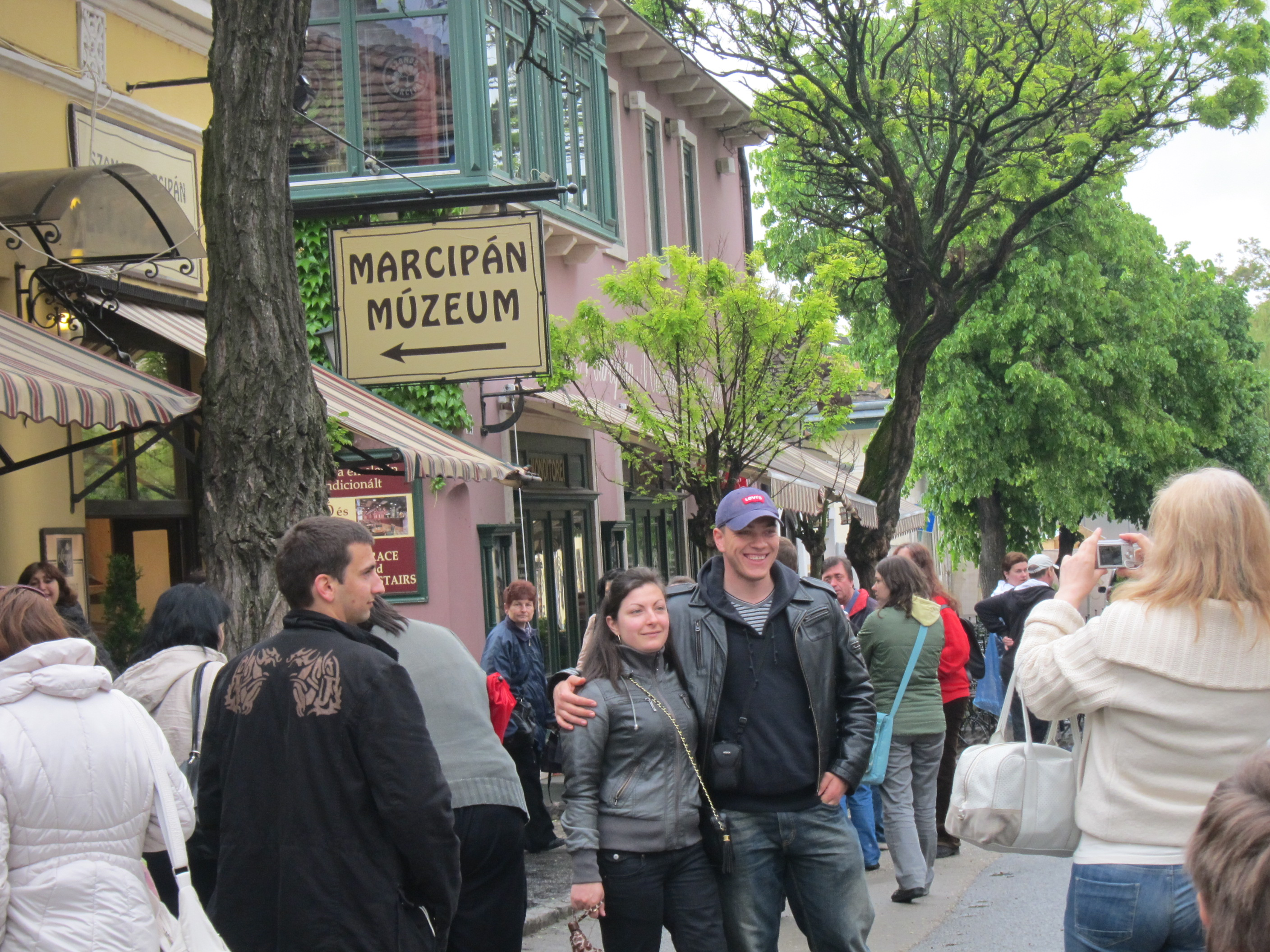
Museets entré
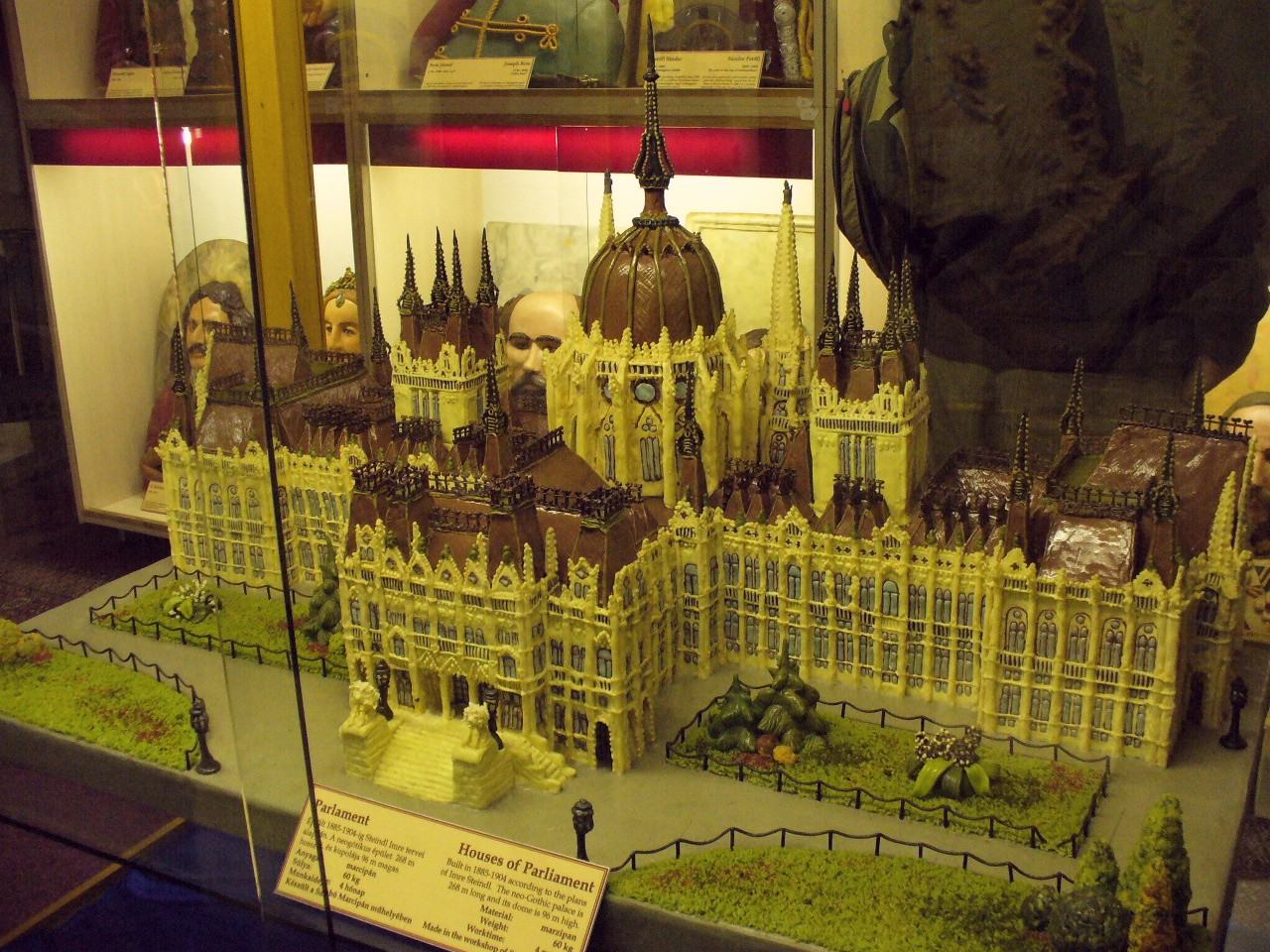
Ungerns parlamentsbyggnad i Budapest
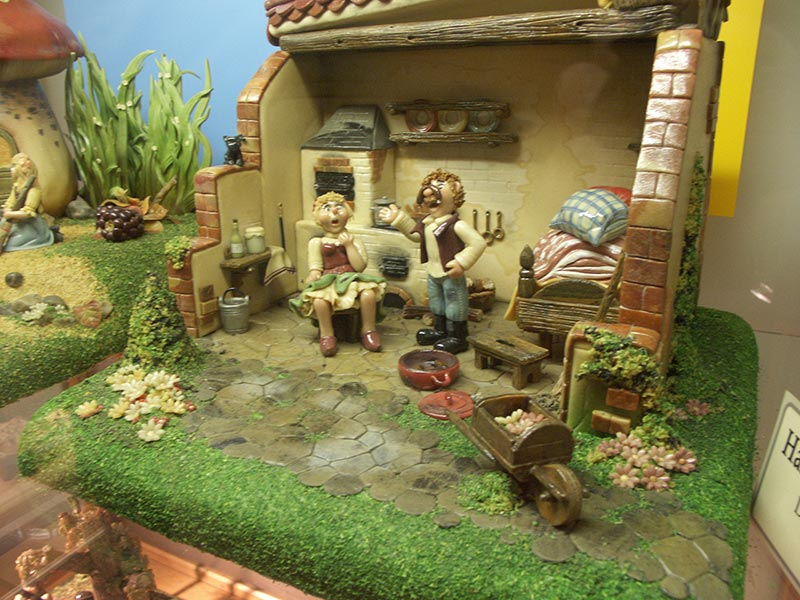
Marsipanfigurer